# Журавлі (Богодухівський район)
Журавлі́ — село в Україні, у Валківській міській громаді Богодухівського району Харківської області. Населення становить 40 осіб. До 2020 орган місцевого самоврядування — Ков'язька селищна рада.

## Географія
Село Журавлі знаходиться за 4 км від смт Ков'яги, через село проходить автомобільна дорога Р22. Поруч проходить залізниця, найближча станція Ков'яги. За 3,5 км протікає річка Мокрий Мерчик. Частина села раніше називалася Мищенки.

## Історія
12 червня 2020 року, розпорядженням Кабінету Міністрів України № 725-р «Про визначення адміністративних центрів та затвердження територій територіальних громад Харківської області», увійшло до складу Валківської міської громади.
19 липня 2020 року, в результаті адміністративно-територіальної реформи та ліквідації Валківського району, село увійшло до складу Богодухівського району.